# Passo di Antermoia
Il passo di Antermoia è un valico del Gruppo del Catinaccio, nelle Dolomiti. Collega la val di Vajolet, nel comune di Sèn Jan di Fassa, e il valon di Antermoia, nel comune di Mazzin, entrambi nel più grande bacino idrografico della trentina val di Fassa. Con i suoi 2770 metri sul livello del mare, è il più alto passo della sua catena montuosa attraversato da un sentiero omologato Club Alpino Italiano.

## Morfologia

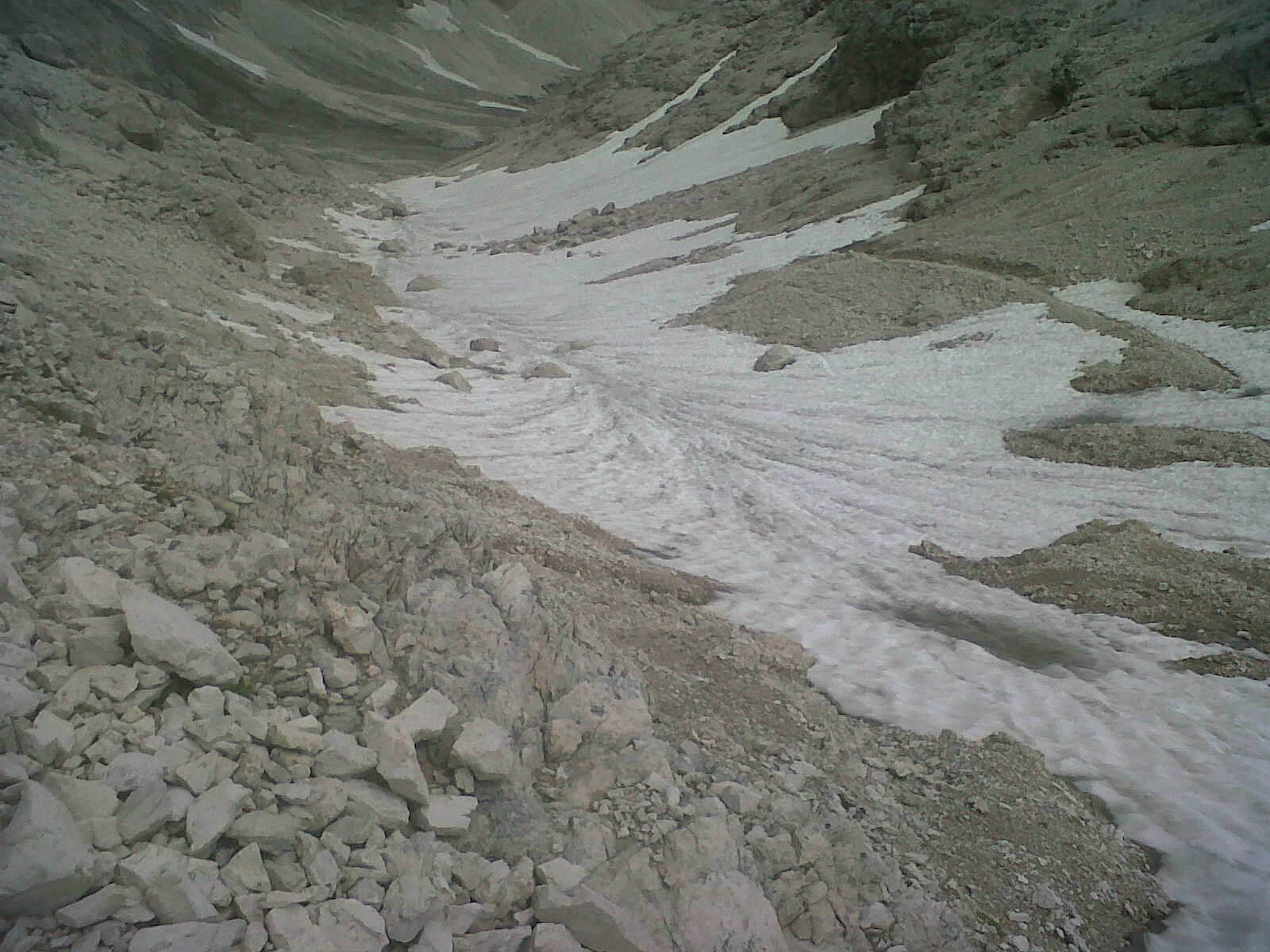
La salita che dal valon de Antermoa porta alla sommità del passo, nel luglio 2010

Il passo di Antermoia presenta una tipica conformazione dolomitica. Si trova subito sotto l'imponente massiccio del Catinaccio d'Antermoia (3002 m d'altezza), appena qualche centinaio di metri più a nord. A sud invece si susseguono sul crinale varie creste, che culminano con i 2887 metri della cima Scalieret. Su entrambi i versanti della salita al passo il fondo del sentiero è costituito da sassi di media e piccola grandezza, spesso coperti da strati di neve anche in estate. La pendenza è maggiore a ovest che a est.

## Itinerari di percorrenza
Il sentiero che percorre il passo di Antermoia è il numero 584, che partendo dal rifugio Antermoia, una volta superato il valico, si dirige verso il passo Principe, quindi verso il rifugio Vajolet, per un totale di sei kilometri e di un tempo di percorrenza di circa due ore e mezzo. Altri famosi itinerari di percorrenza sono:
- dal rifugio Alpe di Tires al rifugio Antermoia e viceversa, passando per i sentieri 554 e 584, 7 kilometri circa, 3 ore;
- Dal rifugio Antermoia al rifugio Gardeccia e viceversa, passando per il sentiero 583 e cima Scalieret, 10 km circa, 4,5 ore;
- dal rifugio Gardeccia al rifugio Passo Principe e viceversa, passando per i sentieri 583, 583b e 584, 9 km circa, 4 ore;
- dal rifugio Bergamo al Principe al rifugio Antermoia e viceversa, passando per i sentieri 3, 554 e 584, 6 km circa, 2,5 ore.